# Asesinato de Augusto Lutz
Augusto Lutz Urzúa, militar chileno, director de los servicios de inteligencia en el golpe de Estado de 1973, involucrado en el asesinato y desaparición de un periodista estadounidense, Charles Horman, durante el golpe de Estado. Muerto en sospechosas circunstancias, posiblemente envenenado por la CIA y la DINA, tras tener problemas con el general Augusto Pinochet por la Dirección de Inteligencia Nacional recién formada y con su jefe , el coronel Manuel Contreras Sepúlveda.

## Marco teórico
Una noche después fue a un cóctel y al día siguiente se enfermó, fue al hospital de Punta Arenas y le diagnosticaron Várices esofágicas, una enfermedad comúnmente asociada a los hábitos alcohólicos. Pero Lutz no bebía, lo operaron y la cirugía derivó en septicemia por lo que el diagnóstico había errado: Lutz sufría de úlcera. Fue trasladado a Santiago y el Ejército se hizo cargo. Durante veinte días estuvo en el Hospital Militar, sufriendo una operación tras otra.
Durante el vuelo, presentó una nueva hemorragia digestiva. Al llegar a Santiago, fue rápidamente llevado al Hospital Militar, en donde fue nuevamente operado, esta vez con el diagnóstico de úlcera gástrica. Después de la intervención, que duró dos horas, el doctor Patricio Silva Garín, le explicó a la familia que había ubicado la arteria sangrante en el estómago y que el paciente por el momento permanecería en la Unidad de Tratamiento Intensivo. Para tranquilizarlos les agregó que era un organismo joven, en buenas condiciones generales, y que ahora vendría su recuperación. Tres días más tarde, Silva les dio alentadoras noticias sobre la favorable evolución del paciente. 

### Radian falsa noticia de su muerte
Extrañamente, ese mismo día, una radioemisora dio una inconcebible noticia: 

“El general Lutz, intendente de Magallanes, falleció en el Hospital Militar, donde había ingresado días antes”.

La familia, desesperada se comunicó con el doctor Silva, quien se manifestó indignado y les recordó que momentos antes les había dicho que el general mostraba una notoria recuperación.

### La TV da la noticia de su falsa muerte
Dos días más tarde, en un canal de televisión, se reiteró la misma falsa noticia del fallecimiento. Esto era sumamente extraño pues, en aquellos días, la Dirección Nacional de Comunicaciones, censuraba rigurosamente cualquier información política o relacionada con las Fuerzas Armadas. Un funcionario de la emisora que había dado primeramente el anuncio, le confidenció al periodista Hernán Millas, que había “emanado de una fuente responsable”.[cita requerida]

## Muerte
El 28 de noviembre de 1974 murió a causa de la septicemia. Se abrió un sumario, pero nunca se dieron a conocer los resultados. 

### Dudas sobre la muerte
La familia -especialmente su hija- ha denunciado que la muerte fue provocada.
Hasta el día de hoy, la autora de “Años de viento sucio”, historia novelada que cuenta el destino de su padre, no se lo explica. Augusto Lutz era un hombre querido en el mundo militar y calificado de humano por sus subalternos. Precisamente, su humanidad lo llevó al ojo del huracán. Las continuas llamadas al máximo cabecilla de la DINA, Manuel Contreras, para averiguar el destino de políticos amigos, le generaron la antipatía del organismo del puño cerrado. 

### La familia pide un sumario a Pinochet
María Olga Lutz, en representación de la familia, concurrió donde el general Pinochet para pedirle que ordenara un sumario en el Hospital Militar, para aclarar lo sucedido a su padre en ese establecimiento. El jefe de la Junta, le manifestó que estaba muy afectado por su muerte y que, si eso servía para mitigar su dolor, así se haría. Consecuentemente, el director general de Sanidad del Ejército, el médico Eduardo Díaz Carrasco, fue nombrado fiscal de la investigación sumaria.  Fueron citados y careados todos los participantes en la atención del general Lutz. Enfermeras, médicos y funcionarios declararon ante el doctor Díaz. Incluso la cónyuge fue careada con el doctor Cerda que lo había operado en Punta Arenas. Como era de rigor, un actuario registraba todo lo que se decía. Transcurrido un mes del término de los interrogatorios del sumario, la viuda del general Lutz llamó una y otra vez al doctor Díaz para que le informara sobre el resultado de la investigación. Sin embargo nunca consiguió contactarlo, ya que este médico sistemáticamente se escabullía.  Sólo trascurridos siete meses de fallidos intentos logró ubicarlo por teléfono. La respuesta del médico fue desconcertante 

“Perdone Olguita que no la entienda. ¿de qué sumario me habla? “ “Perdóneme, pero usted está equivocada. No se ha realizado ningún sumario” “Mire Olguita, quédese usted bien tranquila, que no se ha realizado ningún sumario”
Médico Eduardo Díaz Carrasco a Olga Lutz

Angustiada y desesperada ante tan inexplicable comportamiento del doctor Díaz Carrasco, la viuda recurrió a numerosos altos oficiales para aclarar la situación..

“Yo le aconsejaría, Olguita que deje las cosas como están, porque no va a sacar absolutamente nada”. Odlanier Mena le dijo a Patricia Lutz “a tu padre lo mató la DINA”.
 El general Jorge Court, casado con una prima hermana

Otros altos oficiales retirados de inteligencia militar le confidenciaron :

“a tu padre lo ayudaron a morir en el Hospital Militar”
.Olga Lutz refiriéndose a altos oficiales chilenos

### La familia se querella por asesinato
La hija del fallecido militar tiene la convicción de que todas esas divergencias llevaron a atentar contra la vida de su progenitor. Ambos casos, en distintas épocas, pero bajo la misma dictadura, se transformaron en un “estorbo” para Pinochet. El hijo menor del general Lutz, Alejandro, estudió Medicina y realizó una práctica en el Hospital Militar. Allí solicitó la ficha clínica de su padre, pero le dijeron que había desaparecido. Revisó personalmente el Libro de Ingresos, encontrando que la hoja correspondiente a la segunda quincena del mes de noviembre había sido arrancada. Para efectos estadísticos del hospital, el general Lutz nunca estuvo internado allí.

“Todo hace pensar que era así. Lo mandaron a Punta Arenas, donde tenía menos posibilidades de influir. Evidentemente, no era un colaborador”.
Patricia Lutz

Según Lutz, otra de las similitudes en el caso es el cuerpo médico que atendió a su padre en el Hospital Militar. Ambos estaban encabezados por el doctor Patricio Silva Garín. En el caso Frei desapareció la ficha médica, y en el caso Lutz, desaparecieron todos los archivos. El Doctor Silva es procesado en diciembre de 2009 por el asesinato de Eduardo Frei Montalva.
Curiosamente, en los dos casos tuvo actuación relevante el cirujano militar Patricio Silva Garín. Este médico también jugó un rol en el penoso trato dado a José Tohá en ese establecimiento, en donde supuestamente se suicidó.

### Asesinato de José Tohá
Otro caso fatal trascendente que vale la pena resumir es el del exministro de Defensa y del Interior del gobierno de la Unidad Popular, José Tohá. Bajo la administración del doctor Patricio Silva Garín, el Hospital Militar vio desvirtuado su rol hospitalario, al ser usado como cárcel política y presumible lugar de ejecución. Tohá, reconocido, por su bondad y sensibilidad social, había sido sometido a trato vejatorio en la isla Dawson lo que afectó su salud ya deteriorada por la aflicción por la muerte del presidente Allende y de su gran amigo, Augusto Olivares. Sufrió una seria depresión reactiva y gran baja de peso, por lo que fue internado en el Hospital Militar en enero de 1974. Allí sufrió torturas y apremios sicológicos y era llevado en las noches a la Academia de Guerra Aérea en donde era interrogado bajo torturas. Su estado de salud fue empeorando rápidamente, disminuyendo su peso a 49 kilos, siendo su estatura 1,92 metros y apenas podía moverse en su cama. Alarmado, su hermano médico, Isidoro, recurrió al doctor Silva, quien le manifestó que las gestiones que la familia había efectuado ante las autoridades (ante el propio Pinochet) sólo habían agravado la situación, pues ahora su pariente era tratado con mucho más dureza y aún interrogado con la colaboración de un psiquiatra. Cuando Isidoro Tohá le expresó a su colega Silva que el Hospital Militar tenía el deber de velar por la vida de su hermano, la tajante y brutal respuesta de este fue: 

“Mire, el señor Tohá ahora debe atenerse a las consecuencias de sus actos políticos”.
Patricio Silva Garín a Isidoro Tohá

El 15 de marzo de 1974, el gobierno militar informó el suicidio de José Tohá. Actualmente está caratulado como asesinato por estrangulamiento.

### Asesinato de Eduardo Frei
Tras la comprobación de que Eduardo Frei Montalva fue asesinado y el probable rol que le cupo al equipo médico dirigido por el médico Silva Garín, la familia volvió a pedir que se aceleraran las investigaciones en el caso del General Augusto Lutz.

“Siento que como familia tenemos que hacer lo mismo y llegar también a una conclusión”, dice. “A mí no me cabe duda de la verdad, pero es distinto a hacer todo esto a nivel de que se sepa todo y que existan responsables que paguen por ello”.Sólo mi madre, Olga Herrera, no ha querido emprender acciones legales. “Es muy duro para ella”, dice su hija, y cuenta que esta Navidad se reúne la familia para zanjarlo.“Fuimos en alguna oportunidad a hablar con el abogado Álvaro Varela (mismo de la familia Frei) y él nos dijo que tomaría el caso. Yo estaba esperando lo que pasara con Frei. Porque hay que hacer procesos muy terribles. Seguramente también habrá que desenterrar, exhumar restos, cosas duras. 
Patricia Lutz a Las Ultimas Noticias